# Dancin' Party
 (novembre 2023).
Si vous disposez d'ouvrages ou d'articles de référence ou si vous connaissez des sites web de qualité traitant du thème abordé ici, merci de compléter l'article en donnant les références utiles à sa vérifiabilité et en les liant à la section « Notes et références ».
Singles de Chubby Checker
Slow Twisting
(1962) Twistin' Round the World
(1962)
Dancin' Party est une chanson interprétée par Chubby Checker, sortie en juin 1962. Elle est emblématique de l'industrialisation des morceaux fabriqués en série à cette époque, et a eu un écho particulier en France comme ayant contribué à donner son nom à la vague yéyé.

## Version originale de Chubby Checker
Elle se présente comme une redite de Let's Twist Again, sortie juste un an plus tôt, également créée par Chubby Checker et écrite par les mêmes auteurs, Kal Mann (en) (paroles) et Dave Appell (en) (musique). Ces derniers, avec Dancin' Party, se sont littéralement auto-parodiés : la mélodie des couplets est une paraphrase de celle de Let's Twist Again, la trame harmonique est exactement la même, ne serait-ce un accord supplémentaire vers la fin du refrain (qui sans cela serait la copie conforme de celui de Let's Twist Again), les solos de saxophone sont interchangeables etc. La couleur orchestrale et la rythmique sont évidemment les mêmes, et il faut avoir l'oreille absolue pour détecter que la tonalité de Dancin' Party est légèrement plus sombre, étant un demi-ton plus bas, en ré au lieu de ré#.
Autres points communs avec Let's Twist Again, le texte exhorte banalement à danser, et la chanson démarre sur une harangue du chanteur, sur fond de batterie seule. On entend Chubby Checker appelant par trois fois son auditoire à répéter après lui « Yeah, yeah ! » :

« Everybody say « Yeah yeah »!

— Yeah yeah !

— Yeah yeah ! etc. »

La chanson entre en juin 1962 au Billboard Hot 100. Elle y culmine en juillet à la 12e place.

## Reprises et adaptations
Dès octobre 1962, une adaptation française de Gisèle Vesta est publiée sur des super 45 tours par (principalement) Johnny Hallyday, Sylvie Vartan, et Long Chris et les Daltons, sous le titre Comme l'été dernier.
Par-delà quelques petites différences (dans les paroles notamment), ces trois versions ont en commun de démarrer sur le « Yeah yeah ! » six fois répété. La chanson figure sur deux des disques les plus populaires du moment (les EP de J. Hallyday et S. Vartan qui ont respectivement pour titre-phare L'Idole des jeunes et Le Loco-motion) et ces artistes vont abondamment propager les mois suivants l'interjection fatidique en concert[précision nécessaire]. Le titre est présent lors du récital de Johnny Hallyday, en octobre et novembre 1962, à l'Olympia de Paris, où lors de l'introduction il invite le public à scander avec lui « yé - yé ! ». Fin 1962, la vague twist amorce alors son déclin, apparaît (quelques mois plus tard, en 1963), la désignation moqueuse « yéyé » pour qualifier toute la génération apparue au début des années 1960 de jeunes artistes inspirés du rock.
Le groupe anglais Showaddywaddy, coutumier des reprises rétro, a sorti en 1977 une version de Dancin' Party très fidèle à l'original de Ch. Checker. Le single s'est classé no 4 dans les Charts britanniques.